# Liechtenstein aux Jeux olympiques d'hiver de 1984
Cet article contient des informations sur la participation et les résultats du Liechtenstein aux Jeux olympiques d'hiver de 1984 à Sarajevo en Yougoslavie. Le Liechtenstein était représenté par 10 athlètes. 
La délégation liechtensteinoise a récolté en tout 2 médailles de bronze et termina au 16e rang du classement des médailles.

## Médailles
| Médaille                            | Nom            | Sport     | Compétition    |
| ----------------------------------- | -------------- | --------- | -------------- |
| Médaille de bronze, Jeux olympiques | Andreas Wenzel | Ski alpin | Géant Hommes   |
| Médaille de bronze, Jeux olympiques | Ursula Konzett | Ski alpin | Slalom féminin |